# René Acht
Charles René Acht (ur. 24 marca 1920 w Bazylei, zm. 3 maja 1998 w Herbolzheim) – szwajcarski malarz, grafik i rzeźbiarz. 

## Życiorys
Studiował w Szkole Sztuk Pięknych i Rzemiosła Artystycznego w Bazylei. Jego wczesne prace mają charakter abstrakcji geometrycznej, która od roku 1954 przeszła w abstrakcję liryczną (taszyzm). Od roku 1960 Acht zajmował się formami neokonstruktywistycznymi. Tworzył też liczne obrazy szklane (ratusz w Kandern w Niemczech).